# Museu de Belles Arts de Gant

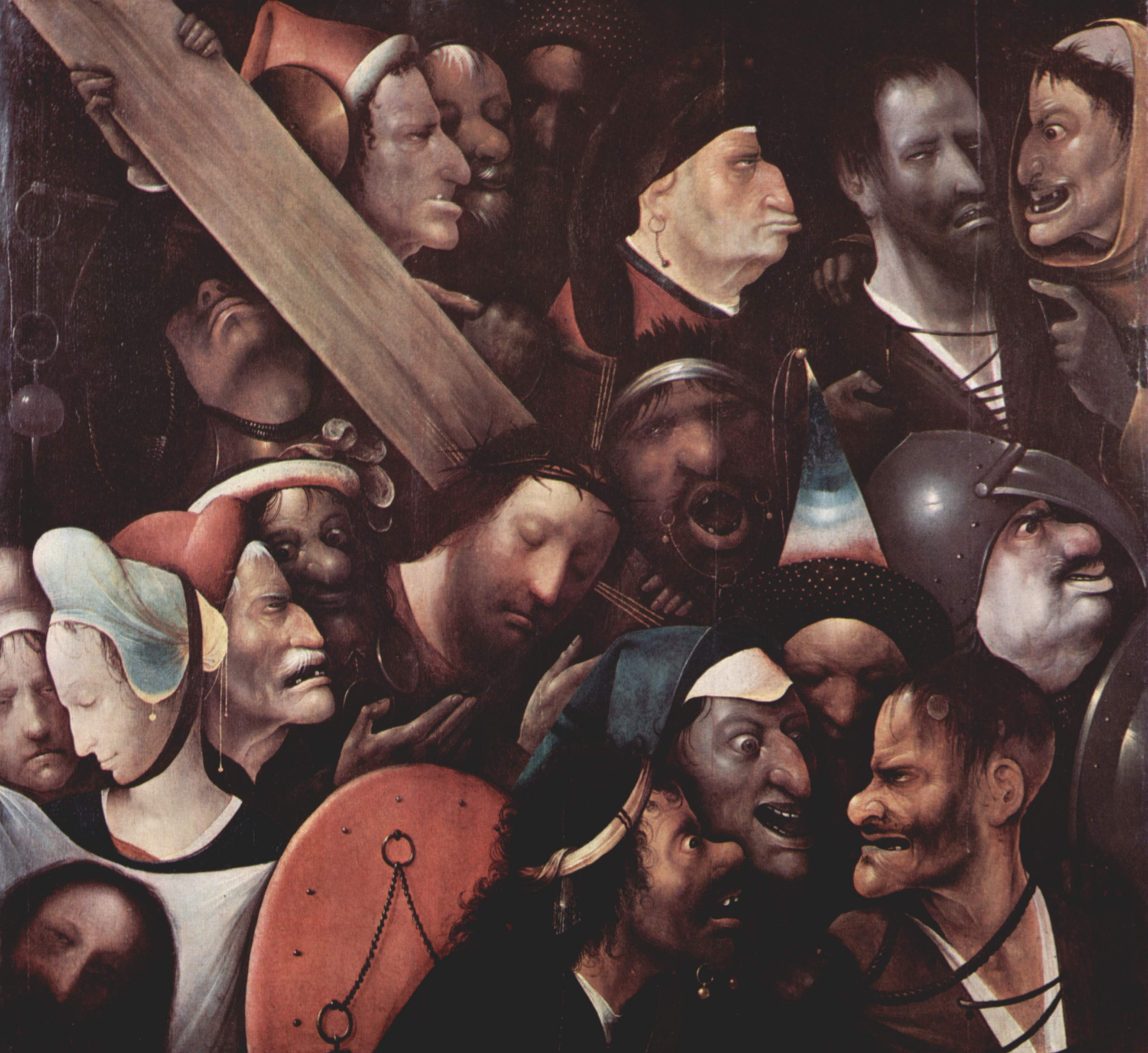
Crist portant la creu de Hieronymus Bosch, part de la col·lecció permanent al MSK

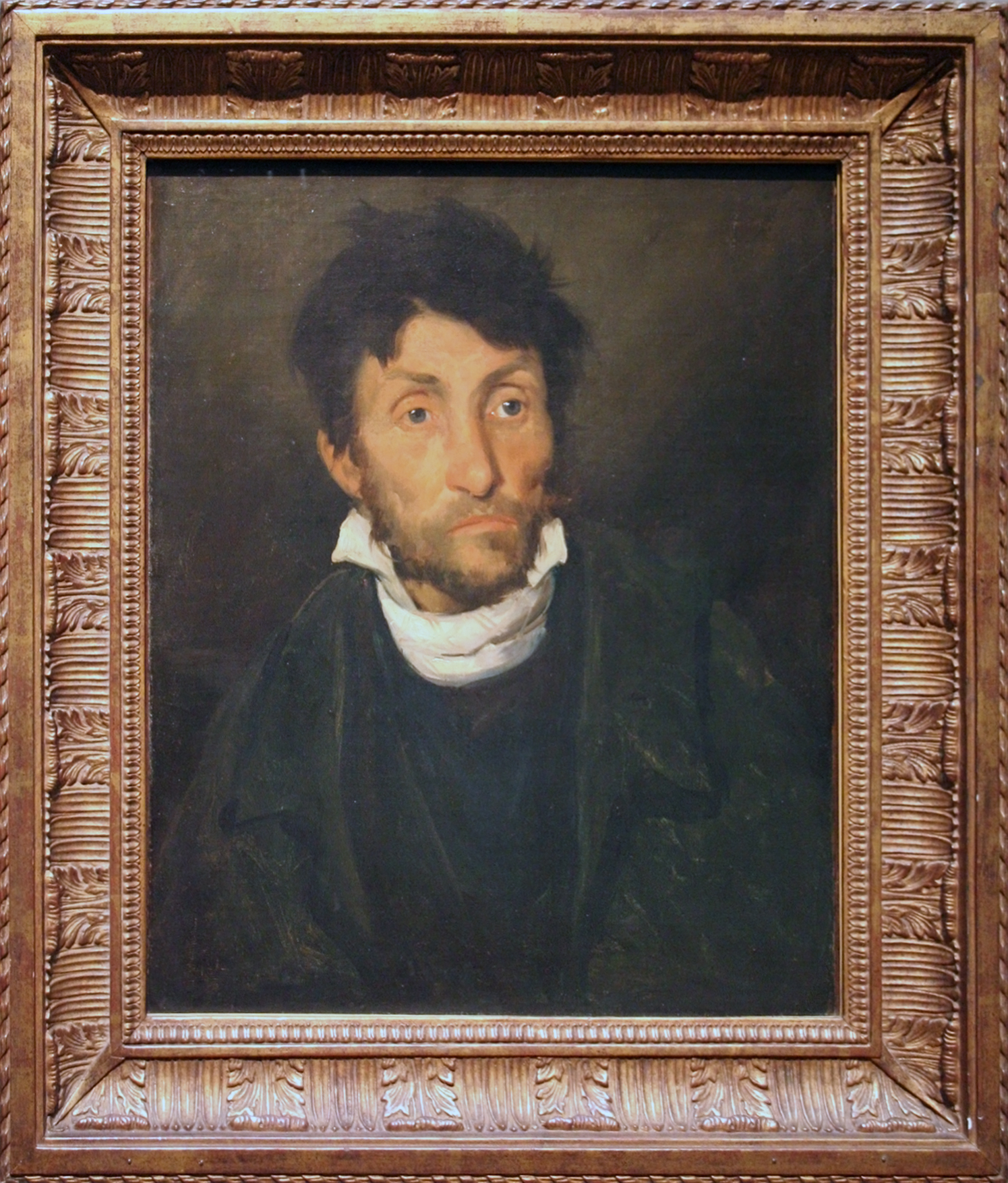
Retrat d'un Cleptòman per Théodore Géricault

El Museu de Belles Arts de Gant (neerlandès:Museu voor Schone Kunsten, MSK) és un museu situat al costat est del Citadelpark, a prop del Museu d'Art Modern (SMAK: Stedelijk Museu voor Actuele Kunst), de Gant, Bèlgica.
El museu conté una extensa col·lecció permanent d'art des de l'Edat Mitjana fins a mitjans del segle xx. La col·lecció està enfocada en l'art flamenc (del sud dels Països Baixos) però també té diverses pintures europees, especialment franceses, i una gran quantitat d'escultures.
L'edifici va ser dissenyat per l'arquitecte municipal Charles van Rysselberghe al voltant de 1900. El 2007 el museu va reobrir després de quatre anys de restauració. Des d'aquesta data ha organitzat exposicions sobre Max Ernst (art britànic 1750-1950), Piranesi, Emile Claus, Fernand Léger/Max Beckmann, Gustave van de Woestyne, James Ensor, John Constable amb pintures a l'oli del Victoria and Albert Museum de Londres, Ford Madox Brown (prerafaelitisme) i sobre Modernisme. El museu és membre de la Col·lecció d'Art flamenca, societat que uneix els tres museus principals de belles arts a Flandes: Reial Museu de Belles Arts d'Anvers, el Groeningemuseum de Bruges i el Museu de Belles Arts de Gant. Les col·leccions dels museus estan desenvolupades d'una forma similar i es complementen entre elles. Ofereixen una representativa visió d'art flamenc des del segle xv fins al XX, incloent-hi obres que son patrimoni de la humanitat.

## Pintures
- St. Jerome at Prayer de Hieronymus Bosch
- Crist portant la creu de Hieronymus Bosch
- Man of Sorrows de Marten Jacobszoon Heemskerk van Veen
- Portrait of Giovanni Paolo Cornaro de Tintoretto
- The Flagellation of Christ de Peter Paul Rubens
- Jupiter and Antiope d'Anton van Dyck
- Portrait of a Kleptomaniac de Théodore Géricault